# Copa de la Reina de baloncesto
La Copa de la Reina de Baloncesto es la segunda competición española de baloncesto femenino en importancia, aunque es la más antigua. Se inició en la temporada 1942-43, aunque sufrió interrupciones, hasta que se regularizó a partir de la temporada 1977-78.

## Formato
Hasta la temporada 2017-18 la disputaban los equipos que ocupaban las 5 primeras posiciones de la clasificación al término de la primera vuelta de la Liga Femenina y el equipo anfitrión. Tras la realización de un sorteo en el que los dos primeros ocupan las cabezas de series y juegan directamente las semifinales, los cuatro restantes se enfrentan en los cuartos de final. 
A partir de la temporada 2018-19 los 7 primeros clasificados al término de la primera vuelta de la Liga Femenina y el equipo anfitrión disputarán la Copa de la Reina.
La Copa de la Reina tiene una duración de 4 días (jueves, viernes, sábado y domingo) en los cuales se disputan cuartos de final, semifinales y final. El título clasifica a la Supercopa de España.

## Historial
A continuación se muestran todos los campeones de la historia de la competición, desde que se inaugurase en la temporada 1943-44 bajo el nombre de Campeonato de España Sénior Femenino, y que cambiaría su denominación en 1978 por el de actual Copa de la Reina.
| Ed.                                                       | Temporada                      | Formato                        | Campeón                        | Res.                           | Subcampeón                     | Sede(s)                        | MVP                            |
| Copa del Generalísimo Femenina                            | Copa del Generalísimo Femenina | Copa del Generalísimo Femenina | Copa del Generalísimo Femenina | Copa del Generalísimo Femenina | Copa del Generalísimo Femenina | Copa del Generalísimo Femenina | Copa del Generalísimo Femenina |
| --------------------------------------------------------- | ------------------------------ | ------------------------------ | ------------------------------ | ------------------------------ | ------------------------------ | ------------------------------ | ------------------------------ |
| I                                                         | 1943                           | A2                             | R. C. D. Español (1)           | 13–10                          | Madrid Basket-Ball             | Palma de Mallorca              |                                |
| Campeonato de España Femenino                             |                                |                                |                                |                                |                                |                                |                                |
| II                                                        | 1944                           | A2                             | S. F. Centro (1)               | 16–12                          | R. C. D. Español               | Vigo                           |                                |
| III                                                       | 1945                           | A2                             | S. F. Centro (2)               | 39–11                          | S. F. Buenavista               | Madrid                         |                                |
| No se disputó                                             |                                |                                |                                |                                |                                |                                |                                |
| IV                                                        | 1950                           | A2                             | S. F. Madrid (3)               | ND                             | S. F. Guadalajara              | Gijón                          |                                |
| Copa del Generalísimo Femenina                            |                                |                                |                                |                                |                                |                                |                                |
| V                                                         | 1951                           | A8                             | S. F. Madrid (4)               | 33–15                          | García Vives                   | Madrid                         |                                |
| Campeonato de España para Equipos Femeninos Federados     |                                |                                |                                |                                |                                |                                |                                |
| VI                                                        | 1952                           | A2                             | S. F. Madrid (5)               | 32–20                          | C. D. Hispano Francés          | Barcelona                      |                                |
| Campeonato de España de Baloncesto de la Sección Femenina |                                |                                |                                |                                |                                |                                |                                |
| VII                                                       | 1953                           | A2                             | S. F. Madrid (6)               | 30–20                          | S. F. Barcelona                | Zaragoza                       |                                |
| No se disputó                                             |                                |                                |                                |                                |                                |                                |                                |
| Campeonato de España Femenino                             |                                |                                |                                |                                |                                |                                |                                |
| VIII                                                      | 1960                           | A8                             | Cottet Barcelona (1)           | 36–34                          | Picadero J. C.                 | Zaragoza                       |                                |
| IX                                                        | 1961                           | A8                             | C. Medina-La Coruña (1)        | 27–22                          | CREFF Madrid                   | San Sebastián                  |                                |
| X                                                         | 1962                           | A8                             | CREFF Madrid (1)               | 38–34                          | Indo Barcelona                 | Madrid                         |                                |
| XI                                                        | 1963                           | A8                             | CREFF Madrid (2)               | 33–28                          | Indo Barcelona                 | Barcelona                      |                                |
| No se disputó                                             |                                |                                |                                |                                |                                |                                |                                |
| XII                                                       | 1971-72                        | A4                             | CREFF Madrid (3)               | 45–44                          | Picadero J. C.                 | Tenerife                       |                                |
| XIII                                                      | 1972-73                        | A8                             | Picadero J. C. (1)             | 36–21                          | C. E. Ignis-Mataró             | Alcoy                          |                                |
| XIV                                                       | 1973-74                        | A6                             | CREFF Madrid (4)               | 64–48                          | C. E. Ignis-Mataró             | Ávila                          |                                |
| Copa del Generalísimo Femenina                            |                                |                                |                                |                                |                                |                                |                                |
| XV                                                        | 1974-75                        | A2                             | Picadero J. C. (2)             | 57–45                          | CREFF Madrid                   | Granada                        |                                |
| No se disputó                                             |                                |                                |                                |                                |                                |                                |                                |
| Copa de la Reina                                          |                                |                                |                                |                                |                                |                                |                                |
| XVI                                                       | 1977-78                        | A4                             | Picadero J. C. (3)             | 62–55                          | R. C. Celta de Vigo            | León                           | Rosa Castillo                  |
| XVII                                                      | 1978-79                        | A6                             | Picadero J. C. (4)             | 64–54                          | R. C. Celta de Vigo            | Badalona                       |                                |
| XVIII                                                     | 1979-80                        | A6                             | Picadero J. C. (5)             | 83–82                          | R. C. Celta de Vigo            | Alcalá de Henares              |                                |
| XIX                                                       | 1980-81                        | A6                             | R. C. Celta de Vigo (1)        | 74–58                          | Picadero J. C.                 | Vigo                           | Soledad Granados               |
| XX                                                        | 1981-82                        | A2                             | R. C. Celta de Vigo (2)        | 101–68                         | U. C. M.                       | Ferrol                         |                                |
| XXI                                                       | 1982-83                        | A2                             | Picadero J. C. (6)             | 63–62                          | R. C. Celta de Vigo            | Guadalajara                    | Carmen Martínez                |
| XXII                                                      | 1983-84                        | A4                             | R. C. Celta de Vigo (3)        | 77–74                          | Canoe N. C.                    | Santiago de Compostela         | Ana Junyer                     |
| XXIII                                                     | 1984-85                        | A4                             | Masnou Basquetbol (7)          | 76–61                          | Coronas Tenerife               | Sevilla                        | Cathy Boswell                  |
| XXIV                                                      | 1985-86                        | A4                             | C. B. Tortosa (1)              | 69–67                          | Canoe N. C.                    | Tortosa                        | Rosa Castillo                  |
| XXV                                                       | 1986-87                        | A4                             | C. B. Tortosa (2)              | 84–57                          | C. D. Xuncas                   | Tenerife                       | Rosa Castillo                  |
| XXVI                                                      | 1987-88                        | A4                             | C. B. Tortosa (3)              | 59–56                          | C. D. Xuncas                   | Lugo                           |                                |
| XXVII                                                     | 1988-89                        | A4                             | C. B. Tortosa (4)              | 71–56                          | C. D. Xuncas                   | Arona                          |                                |
| XXVIII                                                    | 1989-90                        | A4                             | A. D. B. F. Zaragoza (1)       | 95–94                          | Masnou Basquetbol              | Jerez de la Frontera           |                                |
| XXIX                                                      | 1990-91                        | A4                             | Bàsquet Godella (1)            | 76–72                          | Canoe N. C.                    | Vigo                           |                                |
| XXX                                                       | 1991-92                        | A4                             | Bàsquet Godella (2)            | 89–82                          | A. D. B. F. Zaragoza           | Gandía                         |                                |
| XXXI                                                      | 1992-93                        | A4                             | BEX Banco Exterior (1)         | 76–64                          | Bàsquet Godella                | Granada                        |                                |
| XXXII                                                     | 1993-94                        | A4                             | Bàsquet Godella (3)            | 79–77                          | BEX Argentaria                 | Pamplona                       |                                |
| XXXIII                                                    | 1994-95                        | A8                             | Bàsquet Godella (4)            | 65–46                          | C. B. Gran Canaria             | Valencia                       |                                |
| XXXIV                                                     | 1995-96                        | A8                             | Real Canoe N. C. (1)           | 84–69                          | Bàsquet Godella                | Huesca                         |                                |
| XXXV                                                      | 1996-97                        | A8                             | Pro-Getafe C. D. E. (5)        | 75–43                          | R. C. Celta de Vigo            | Valladolid                     |                                |
| XXXVI                                                     | 1997-98                        | A8                             | Pro-Getafe C. D. E. (6)        | 86–63                          | C. B. Gran Canaria             | Lugo                           |                                |
| XXXVII                                                    | 1998-99                        | A8                             | C. B. Gran Canaria (1)         | 69–44                          | C. D. Ensino                   | Linares                        | Lidia Mirchandani              |
| XXXVIII                                                   | 2000                           | A8                             | C. B. Gran Canaria (2)         | 73–48                          | C. B. Ciudad de Burgos         | Godella                        |                                |
| XXXIX                                                     | 2001                           | A8                             | R. C. Celta de Vigo (4)        | 66–64                          | C. B. Avenida                  | Las Palmas de Gran Canaria     |                                |
| XL                                                        | 2002                           | A8                             | R. C. Valencia (1)             | 76–57                          | C. D. Ensino                   | Salamanca                      | Shannon Johnson                |
| XLI                                                       | 2003                           | A8                             | R. C. Valencia (2)             | 81–70                          | C. E. U. B. Barcelona          | Zaragoza                       | Marta Fernández                |
| XLII                                                      | 2004                           | A8                             | R. C. Valencia (3)             | 72–67                          | C. B. Avenida                  | Palma de Mallorca              | Amaya Valdemoro                |
| XLIII                                                     | 2005                           | A8                             | C. B. Avenida (1)              | 74–68                          | C. D. B. Zaragoza              | Valencia                       | Nuria Martínez                 |
| XLIV                                                      | 2006                           | A8                             | C. B. Avenida (2)              | 67–60                          | R. C. Valencia                 | León                           | Laura Camps                    |
| XLV                                                       | 2007                           | A8                             | R. C. Valencia (4)             | 72–60                          | C. B. Avenida                  | Jerez de la Frontera           | Elena Tornikidou               |
| XLVI                                                      | 2008                           | A8                             | R. C. Valencia (5)             | 68–66                          | C. B. San José                 | Sevilla                        | Liron Cohen                    |
| XLVII                                                     | 2009                           | A8                             | R. C. Valencia (6)             | 65–60                          | C. B. Puig d'en Valls          | Salamanca                      | Sancho Lyttle                  |
| XLVIII                                                    | 2010                           | A4                             | R. C. Valencia (7)             | 64–62                          | C. B. Avenida                  | Zaragoza                       | Laia Palau                     |
| XLIX                                                      | 2011                           | A4                             | Baloncesto Rivas C. D. E. (1)  | 63–59                          | R. C. Valencia                 | Valencia                       | DeWanna Bonner                 |
| L                                                         | 2012                           | A4                             | C. B. Avenida (3)              | 68–57                          | R. C. Valencia                 | Arganda del Rey                | Érika de Souza                 |
| LI                                                        | 2013                           | A4                             | Baloncesto Rivas C. D. E. (2)  | 83–62                          | C. B. Avenida                  | Zamora                         | Aneika Henry                   |
| LII                                                       | 2014                           | A4                             | C. B. Avenida (4)              | 69–67                          | Baloncesto Rivas C. D. E.      | Torrejón de Ardoz              | Angelica Robinson              |
| LIII                                                      | 2015                           | A4                             | C. B. Avenida (5)              | 66–62                          | C. B. Conquero                 | Torrejón de Ardoz              | Angelica Robinson              |
| LIV                                                       | 2016                           | A4                             | C. B. Conquero (1)             | 60–52                          | C. B. Avenida                  | San Sebastián                  | Adaora Elonu                   |
| LV                                                        | 2017                           | A6                             | C. B. Avenida (6)              | 80–76                          | Uni Girona C. B.               | Gerona                         | Silvia Domínguez               |
| LVI                                                       | 2018                           | A6                             | C. B. Avenida (7)              | 76–62                          | Uni Girona C. B.               | Zaragoza                       | Angelica Robinson              |
| LVII                                                      | 2019                           | A8                             | C. B. Avenida (8)              | 79–71                          | Uni Girona C. B.               | Vitoria                        | Érika de Souza                 |
| LVIII                                                     | 2020                           | A8                             | C. B. Avenida (9)              | 76–58                          | Uni Girona C. B.               | Salamanca                      | Tiffany Hayes                  |
| LIX                                                       | 2021                           | A8                             | Spar Girona (1)                | 72–62                          | Valencia Basket                | Valencia                       | Chelsea Gray                   |
| LX                                                        | 2022                           | A8                             | C. B. Avenida (10)             | 74–69                          | Spar Girona                    | Valencia                       | Silvia Domínguez               |
| LXI                                                       | 2023                           | A8                             | Basket Zaragoza 2002 (1)       | 55–51                          | C. B. Avenida                  | Zaragoza                       | Helena Oma                     |
| LXII                                                      | 2024                           | A8                             | Valencia Basket (1)            | 77–53                          | Basket Zaragoza 2002           | Huelva                         | Leticia Romero                 |
| LXIII                                                     | 2025                           | A8                             | C. B. Jairis (1)               | 67–59                          | C. B. Avenida                  | Zaragoza                       | Aina Ayuso                     |

## Palmarés
A continuación se resumen los títulos conquistados por cada equipo, incluidos en ellos los títulos conquistados bajo las antiguas denominaciones del club y después de producirse futuras fusiones, incluyendo a los equipos implicados.
Indicada la más reciente denominación de los distintos equipos.
| Equipo                        | Títulos | Subcamp. | Años campeonatos                                           |
| ----------------------------- | ------- | -------- | ---------------------------------------------------------- |
| Perfumerías Avenida Salamanca | 10      | 8        | 2005, 2006, 2012, 2014, 2015, 2017, 2018, 2019, 2020, 2022 |
| Masnou Basquetbol             | 7       | 4        | 1973, 1975, 1978, 1979, 1980, 1983, 1985                   |
| Ros Casares Valencia          | 7       | 3        | 2002, 2003, 2004, 2007, 2008, 2009, 2010                   |
| Bàsquet Godella-Pool Getafe   | 6       | 2        | 1991, 1992, 1994, 1995, 1997, 1998                         |
| Sección Femenina Madrid       | 6       | 0        | 1944, 1945, 1950, 1951, 1952, 1953                         |
| R. C. Celta de Vigo           | 4       | 5        | 1981, 1982, 1984, 2001                                     |
| CREFF Madrid                  | 4       | 3        | 1962, 1963, 1972, 1974                                     |
| C. B. Tortosa                 | 4       | 0        | 1986, 1987, 1988, 1989                                     |
| C. B. Islas Canarias          | 2       | 2        | 1999, 2000                                                 |
| Rivas Ecópolis                | 2       | 1        | 2011, 2013                                                 |
| Spar Girona                   | 1       | 5        | 2021                                                       |
| Real Canoe N. C.              | 1       | 3        | 1996                                                       |
| Indo Barcelona                | 1       | 2        | 1960                                                       |
| A. D. B. F. Banco Zaragozano  | 1       | 2        | 1990                                                       |
| R. C. D. Español              | 1       | 1        | 1943                                                       |
| BEX Argentaria                | 1       | 1        | 1993                                                       |
| Conquero Huelva Wagen         | 1       | 1        | 2016                                                       |
| Basket Zaragoza 2002          | 1       | 1        | 2023                                                       |
| Valencia Basket               | 1       | 1        | 2024                                                       |
| C. Medina-La Coruña           | 1       | 0        | 1961                                                       |
| C. B. Jairis                  | 1       | 0        | 2025                                                       |
| Xuncas Baloncesto Lugo        | 0       | 3        |                                                            |
| C. D. Ensino                  | 0       | 2        |                                                            |
| C. E. Ignis-Mataró            | 0       | 2        |                                                            |
| Real Madrid                   | 0       | 1        |                                                            |
| Sección Femenina Buenavista   | 0       | 1        |                                                            |
| Sección Femenina Guadalajara  | 0       | 1        |                                                            |
| Sección Femenina Barcelona    | 0       | 1        |                                                            |
| C. D. Hispano Francés         | 0       | 1        |                                                            |
| García Vives                  | 0       | 1        |                                                            |
| Coronas Light Tenerife        | 0       | 1        |                                                            |
| Complutense A. H.             | 0       | 1        |                                                            |
| C. E. U. B. Barcelona         | 0       | 1        |                                                            |
| C. B. Ciudad de Burgos        | 0       | 1        |                                                            |
| C. B. San José                | 0       | 1        |                                                            |
| C. B. Puig d'en Valls         | 0       | 1        |                                                            |